# Oleacinoidei
Oleacinoidei zijn een infraorde van weekdieren uit de klasse van de Gastropoda (slakken).

## Superfamilies
- Haplotrematoidea H.B. Baker, 1925
- Oleacinoidea H. Adams & A. Adams, 1855